# کتاب یوشع

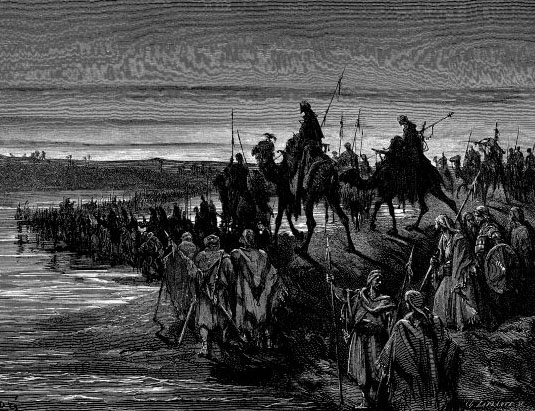
یوشع و قوم اسرائیل از رود اردن عبور می‌کنند.

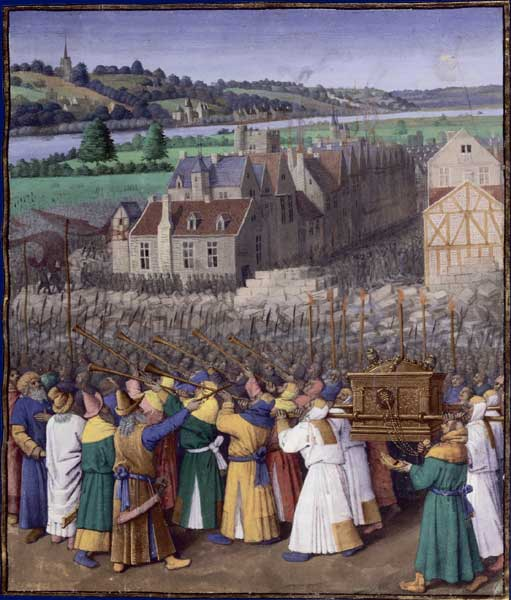
نبرد اریحا.

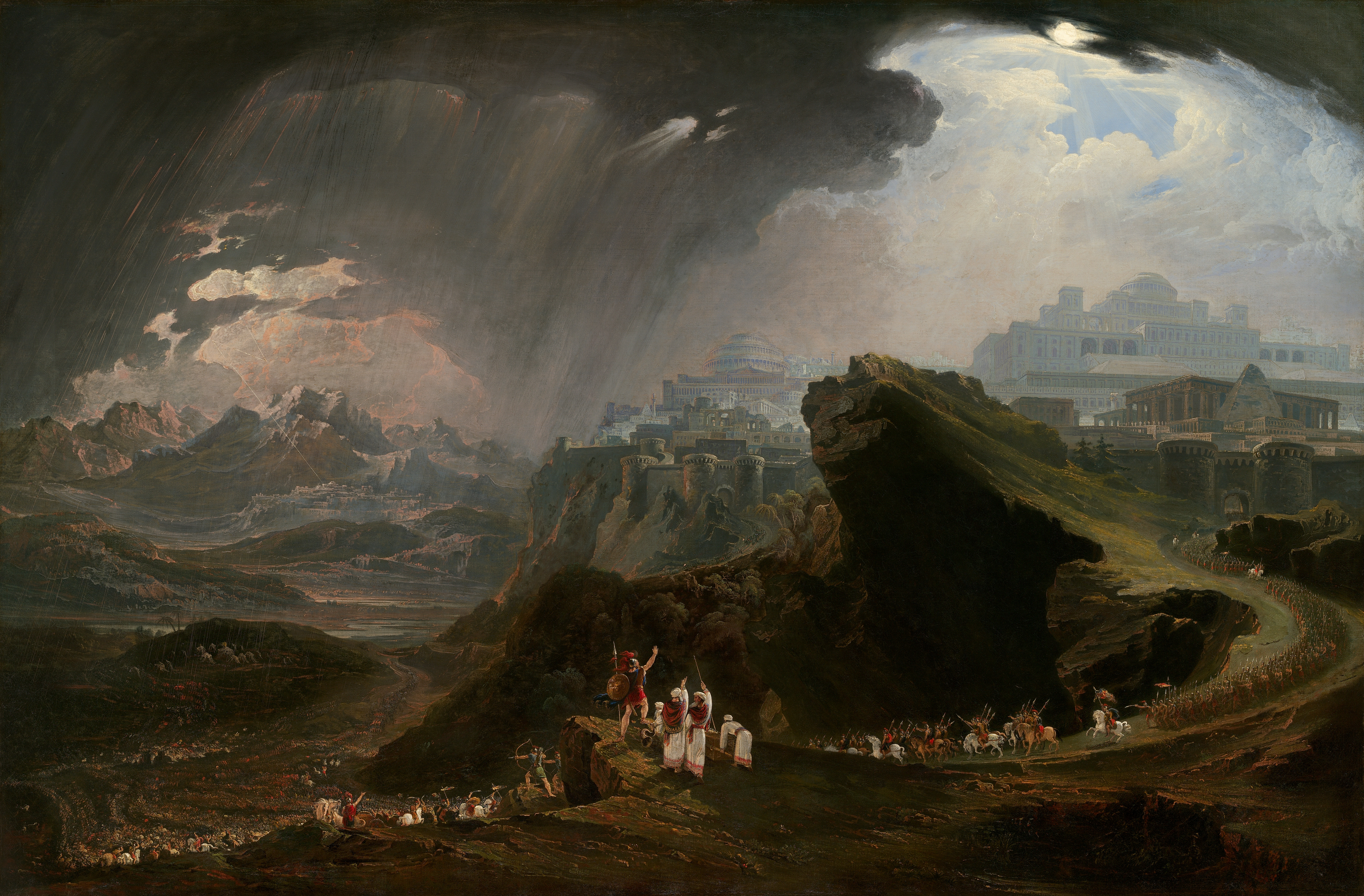
یوشع به کمک قدرت خداوند از خورشید می‌خواهد تا در آسمان ثابت بماند تا او نبرد را در روز به اتمام برساند.

صحیفه یوشع یا کتاب یوشع بن نون (عبری:ספר יהושע سفر یهوشوا) به نام فتح کنعان نیز شناخته می‌شود. ششمین کتاب تنخ و یکی از بخش‌های عهد عتیق در انجیل است. این کتاب پس از سفر تثنیه و پیش از کتاب داوران آمده‌است. بعضی مورخان، نگارش کتاب یوشع را پس از دوران پادشاهی دانسته‌اند. بر اساس تلمود، یوشع بن نون این صحیفه را نوشته‌است؛ اما بخش آخر آن که مربوط به دفن یوشع است، نوشتهٔ العازر پسر هارون است. محتوای کتاب شرح وارد شدن قوم اسرائیل به سرزمین کنعان را به رهبری یوشع بن نون بیان می‌کند. کتاب به دو بخش اصلی تقسیم شده‌است. در بخش اول شرح جنگهای اسرائیل در قسمت مرکزی، شمالی و جنوبی کنعان و نابودی دشمنانشان است. در بخش دوم شرح تقسیم اراضی بین دوازده قبیله اسرائیل بیان شده‌است. در این دو بخش سخنان خداوند و یوشع بن نون بیان می‌شود و نیاز به متابعت از قوانین موسی (تورات) مورد تأکید قرار می‌گیرد. با اینکه به صورت سنتی فرض می‌شود که این کتاب توسط شخص یوشع بن نون نوشته شده‌است ولیکن برخی محققان عقیده دارند که کتاب توسط چندین نفر و در گذر زمان نوشته شده‌است.

## محتوا
بخش اول: وارد شدن به ارض مقدس و تحت کنترل گرفتن آن
1. یوشع رهبر اسرائیل می‌شود.
2. وارد شدن به کنعان
3. پیروزی بر کنعان

بخش دوم: تقسیم شدن زمین بین دوازده قبیله
1. دستورهای خدا به یوشع
2. تقسیم‌بندی قبیله ای
3. شهرهای مهاجران و شهرهای لاویان
4. خلاصه زمینها
5. طرد شدن قبایل شرقی

بخش سوم: خلاصه
1. سخنرانی خداحافظی یوشع
2. عهد در شچم
3. مرگ یوشع و العازار و دفن کردن استخوانهای یوسف

## خلاصه

### فصل اول: دستور خدا به یوشع
خدا به یوشع دستور می‌دهد که ارض مقدس را تسخیر کند و به او اخطار می‌کند که به عهد خداوند پایبند باشد.

### فصل دوم-دوازدهم: وارد شدن به ارض مقدس
اسرائیلیها از رود اردن به وسیله معجزه خداوند به وسیله تابوت عهد عبور می‌کنند. تسخیر کنعان با نبرد اریحا آغاز می‌شود و سپس در آی ادامه میابد. یوشع برای یهوه در شمال کنعان قربانگاهی می‌سازد و عهد او را یادآور می‌شود. توجه کتاب سپس به جنوب مربوط می‌شود و شرح برخورد اسرائیلیها با گیبونیتها بیان می‌گردد. اتحاد کنعانیها و آموریتها توسط معجزه یهوه نابود می‌شود. سپس دوباره کتاب به شمال کنعان می‌پردازد. اتحاد قدرتمند کنعانیها به رهبری هازور پادشاهشان به وسیله کمک یهوه نابود می‌گردد. یوشع موفق به تسخیر تمامی سرزمین کنعانیها می‌شود.

### فصل سیزدهم- بیست و یکم
بعد از اینکه یوشع و مردمش به کمک یهوه بر دشمنانشان پیروز شدند زمان تقسیم اراضی جدید فرا می‌رسد. یهوه به عنوان پادشاه اسرائیل به هر قبیله اسرائیل زمینی می‌بخشد. در نهایت شهرهای مهاجران و لاویان مشخص می‌شود.

### فصل بیست و سوم - بیست و چهارم
یوشع با قوم اسرائیل خداحافظی می‌کند و به آنها یادآور می‌شود که به یهوه و عهد خود با خدا وفادار بمانند. او به آنها اخطار می‌دهد که در صورت متابعت از خدایان دیگر مورد قضاوت خداوند قرار می‌گیرند.